# Горка-2 (Белозерский район)
Горка-2 — деревня в Белозерском районе Вологодской области.
Входит в состав Антушевского сельского поселения, до 1 июня 2015 года была в Гулинском сельском поселении.
Расстояние по автодороге до районного центра Белозерска — 45 км, до центра муниципального образования деревни Никоновская — 15 км. Ближайшие населённые пункты — Бакино, Буозеро, Паутово.

## Население
По данным переписи в 2002 году постоянного населения не было.
| 2010 |
| ---- |
| 0    |